# Tulostoma lusitanicum
Tulostoma lusitanicum är en svampart som beskrevs av Calonge & M.G. Almeida 2000. Tulostoma lusitanicum ingår i släktet Tulostoma och familjen Agaricaceae.   Inga underarter finns listade i Catalogue of Life.